# Soetra

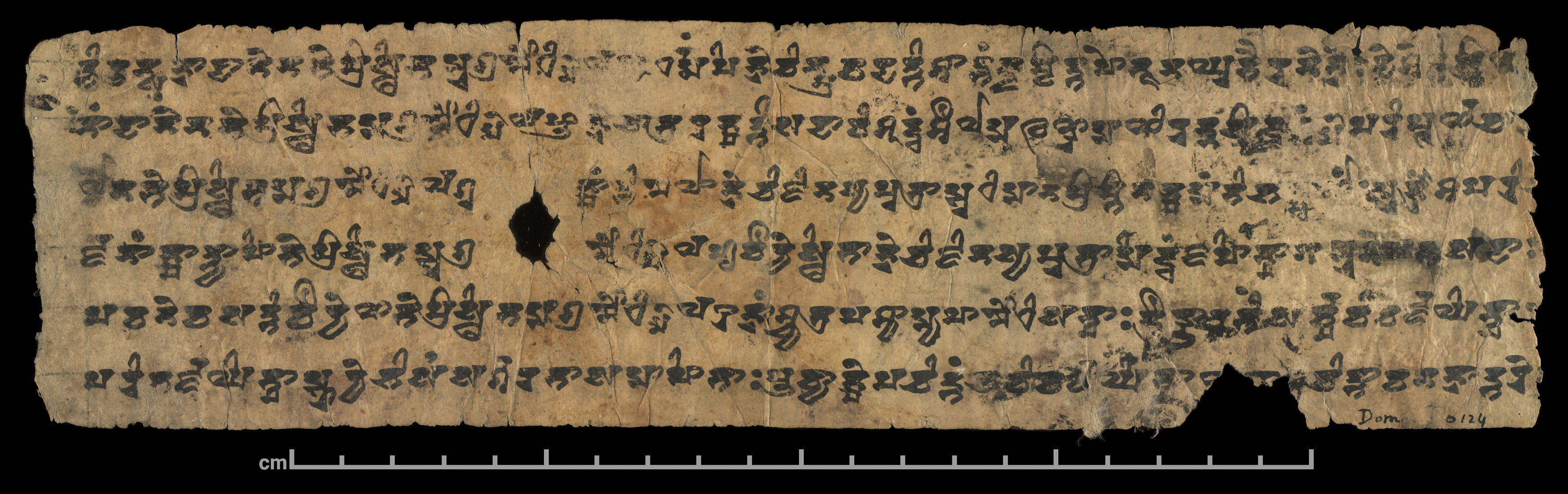
Een Sanskriet manuscript van de Lotussoetra (Boeddhisme) in Brahmischrift

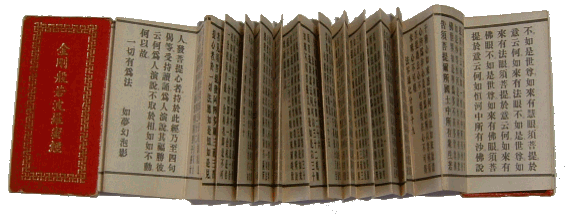
Een soetra

Een soetra (Sanskriet: सूत, sutra; Pali: sutta; Chinees: 经藏, Vietnamees: kinh) is een aforisme of serie aforismen waarmee de kennis van rituelen, filosofie, grammatica of elk andere vorm van kennis kan worden overgedragen. Deze geheugensteuntjes worden gebruikt in het hindoeïsme, het boeddhisme en het jaïnisme, maar zijn voor buitenstaanders niet altijd goed te begrijpen. Hiertoe worden wel commentaren geschreven die verduidelijking moeten geven, veelal shastra's. Het woord soetra is afgeleid van het werkwoord siv (weven) en kan koord, touw of draad betekenen. Vergelijk ook met de Nederlandse uitdrukking 'de draad van een verhaal'.
In de boeddhistische literatuur is een sutta een toespraak van de Boeddha. De sutta's zijn opgenomen in het vertellende gedeelte van de Pali-canon (de suttapitaka) en in de diverse andere canons van de diverse boeddhistische tradities. Deze sutta's werden van origine binnen de boeddhistische monastieke traditie op een in hoge mate georganiseerde manier mondeling overgeleverd. Sutta's bestaan uit toespraken van en verhalen over Gautama Boeddha en zijn discipelen. De Pali-versies zijn in Sri Lanka vanaf het jaar 30 v.Chr. op schrift gezet.
Binnen de andere filosofische en religieuze systemen op het Indisch subcontinent zoals het hindoeïsme wordt soetra gebruikt voor vedische studies die gerelateerd zijn aan de Upanishad's, maar iets later zijn geschreven. De Veda's bestaan wel al vroeger in de vorm van hun orale overlevering, die tot op de dag van vandaag wordt voortgezet. Filosofische scholen zoals die van nagarjuna en shankara hebben op die basis ook een aantal soetra's opgeleverd.

## Enkele verzamelingen van soetra's
- De Suttapitaka
- Hartsoetra
- Yogasoetra's